# 미치GO
미치GO은 대한민국의 음악 그룹 빅뱅의 G-Dragon의 노래이다. 이 노래는 2013년 4월 1일 네이버 LINE에서 디지털 음원으로 첫 공개가 되었고, 이후 그의 두 번째 솔로 정규 음반 COUP D'ETAT에 수록 되어 있다.트랙리스트는 7번(삐딱하게 앞)이다.

## 배경
2013년 3월 15일, YG 엔터테인먼트는 G-Dragon의 첫 번째 월드 투어를 서포트하는 새로운 싱글을 발매한다고 발표했다. 이 싱글은 이례적으로 네이버의 모바일 메신저 LINE에서 독점적으로, 공개가 되었다. 이것은 한국과 일본, 태국에 첫 도입된 것으로 이 곡의 음원이 포함된 스페셜 스티커로 한국과 일본에서 판매량 1위를 차지했고, 4월 1일 한국과 일본, 태국을 중심으로 스티커를 1차적으로 오픈했다. 이 노래는 4월 20일 뮤직 비디오를 유튜브를 통해 전세계에 공개했다. 이 뮤직 비디오에는 태양, 세븐, 테디와 희극인 안영미가 스페셜 게스트로 출연했다.

## 차트 성적
이 노래는 이후 음반 COUP D'ETAT에 수록 되어 발매되었는데, 디지털 음원은 발매 첫 주 87,930이 판매되어 가온 음원 차트에서 22위를 2주차에는 72,036이 판매되어 17위를 기록했다. 9월 합계로는 235,165이 판매되었다.

## 평가
미국의 음악 매체 《빌보드》는 이 곡에 대해 “지드래곤의 카리스마가 잘 담긴 일레트로닉 랩 트랙이다. 쉽게 귀에 들어오는 반복되는 '미치고'라는 덥스텝 브레이크 다운이 인상적이다.”라고 호평했다.
미국의 웹 미디어 《버즈피드》는 이 뮤직 비디오를 "2013 가장 훌륭한 뮤직 비디오 24"에 선정했으며, “지드래곤은 K-pop 아티스트중에서 가장 화려하고 기묘한 비디오를 시도하는 것으로 알려져 있으며, 이 유쾌한 비디오는 최고이다.”라고 언급했다.

## 차트
| 차트 (2015)                        | 최고 순위 |
| ---------------------------------- | --------- |
| 코리아 K-Pop Hot 100 (빌보드)      | 17        |
| 대한민국 (가온 주간 싱글 차트)     | 17        |
| 대한민국 (가온 주간 다운로드 차트) | 17        |
| 대한민국 (가온 주간 스트리밍 차트) | 39        |
| 대한민국 (가온 주간 BGM 차트)      | 34        |
| 대한민국 (가온 주간 소셜 차트)     | 9         |
| 대한민국 (가온 월간 싱글 차트)     | 37        |
| 대한민국 (가온 다운로드 싱글 차트) | 30        |
| 대한민국 (가온 스트리밍 싱글 차트) | 61        |

### 판매량
| 차트                          | 판매량  |
| ----------------------------- | ------- |
| 대한민국 (가온 다운로드 차트) | 287,998 |

## 발매
| 국가                 | 날짜            | 포맷                 | 라벨            |
| -------------------- | --------------- | -------------------- | --------------- |
| 대한민국, 일본, 태국 | 2013년 4월 1일  | 디지털 다운로드 한정 | YG 엔터테인먼트 |
| 세계                 | 2013년 4월 20일 | 디지털 다운로드      | YG 엔터테인먼트 |